# Garry Mendes Rodrigues
Garry Mendes Rodrigues (Róterdam, 27 de noviembre de 1990) es un futbolista caboverdiano, que juega como centrocampista en el Apollon Limassol de la Primera División de Chipre.
Neerlandés de nacimiento, sus padres son naturales de Cabo Verde. Garry anteriormente jugó para los conjuntos del XerxesDZB, FC Boshuizen, ADO Den Haag, FC Dordrecht y el equipo búlgaro del Levski Sofia. En febrero de 2013 anunció que le gustaría jugar para Cabo Verde e hizo su debut con la misma en agosto de ese mismo año.

## Trayectoria

### Inicios
Como juvenil Rodrigues jugó para el Feyenoord Róterdam y para el conjunto portugués Real Sporte Clube.
Rodrigues se unió al equipo amateur del ADO Den Haag el 16 de mayo de 2012, firmando un contrato de un año. En julio, fue cedido al FC Dordrecht. Rodrigues hizo su debut en la liga en un empata a uno ante el FC Emmen el 10 de agosto, jugando los 90 minutos. El 27 de agosto, marcó su primer gol en una victoria a domicilio (2:4) sobre el FC Den Bosch. Durante su estancia en el Dordrecht, hizo 20 apariciones de la liga, anotando 5 goles.

### Levski Sofia
El 11 de febrero de 2013, Rodrigues firmó un contrato de dos años y medio de duración con el club búlgaro del Levski Sofia. Hizo su debut ante el PSFC Chernomorets Burgas el 3 de marzo ganado el Levski por 0-2. El 13 de marzo, marcó su primer gol con el Levski en el minuto 22 del partido de ida de cuartos de final de la Copa de Bulgaria ante el Litex Lovech. El 20 de abril, en una victoria por 2-1 de nuevo sobre el Litex, Rodrigues anotó su primera gol en la liga y tras una asistencia de Hristo Yovov. El 15 de mayo de 2013, marcó un gol en el empate contra el Beroe Stara Zagora en la Final de la Copa de Bulgaria para enviar el partido a tiempo extra, pero el Levski Sofia fue finalmente derrotado después de la tanda de penaltis.
El 21 de julio de 2013, Rodrigues abrió el marcador en el primer partido del Levski de la temporada 2013-14 ante el PFC Botev Plovdiv, pero posteriormente fue expulsado después de un altercado con Veselin Minev. Durante la primera mitad de la temporada 2013-14 Rodrigues anotó 14 goles en total. El fuerte desempeño global llevó al interés de varios clubes europeos. En enero de 2014, el West Ham United ofreció una oferta al Levski, pero Rodrigues la rechazó.

### Elche CF
El 27 de enero de 2014, Garry firma por el Elche Club de Fútbol de la Primera División de España cedido por medio año con opción de compra. En su primera temporada disputa un total de 8 partidos y en la jornada 36 anota un golazo desde 30 metros en una victoria por 0-1 ante el Málaga CF. Tras acabar la cesión, el Elche CF aplica la opción de compra por 600.000€ y el jugador caboverdiano firma por cuatro temporadas.
En su segunda temporada se convirtió en un pilar importante para los ilicitanos (aunque se perdiera casi un mes de competición, debido a la Copa África), ya que fue un puñal por las bandas, titular en la mitad de los partidos, y a veces un gran revulsivo. Su primer gol de la temporada llegó el 9 de febrero en una victoria por 2-0 ante el Rayo Vallecano.

## Selección nacional
Rodrigues recibió su primera llamada internacional para jugar con Cabo Verde en agosto de 2013 para jugar el partido amistoso contra Gabón el 14 de ese mes. El 30 de diciembre de 2013, Rodrigues apareció como titular en la pérdida 1-4 contra Cataluña en un amistoso, ayudando al gol de su equipo que fue anotado por Djaniny Tavares. El 6 de septiembre de 2014 anotó sus primeros goles con la selección en una victoria por 1-3 ante Níger, válido para la Clasificación para la Copa Africana de Naciones de 2015.

### Goles internacionales
| # | Fecha                   | Lugar                                         | Rival | Gol   | Resultado | Competición                    |
| - | ----------------------- | --------------------------------------------- | ----- | ----- | --------- | ------------------------------ |
| 1 | 6 de septiembre de 2014 | Estadio General Seyni Kountché, Niamey, Níger | Níger | 0 – 1 | 1 – 3     | Clasificación Copa África 2015 |
| 2 | 6 de septiembre de 2014 | Estadio General Seyni Kountché, Niamey, Níger | Níger | 0 – 3 | 1 – 3     | Clasificación Copa África 2015 |

## Clubes
| Club                      | País           | Año       | Partidos | Goles |
| ------------------------- | -------------- | --------- | -------- | ----- |
| XerxesDZB                 | Países Bajos   | 2009-2010 | 15       | 2     |
| F. C. Boshuizen           | Países Bajos   | 2011-2012 | 12       | 1     |
| ADO Den Haag              | Países Bajos   | 2012-2013 | 0        | 0     |
| F. C. Dordrecht (cesión)  | Países Bajos   | 2012-2013 | 20       | 5     |
| Levski Sofia              | Bulgaria       | 2013-2014 | 36       | 14    |
| Elche C. F.               | España         | 2014-2015 | 41       | 3     |
| PAOK de Salónica F. C.    | Grecia         | 2015-2016 | 58       | 13    |
| Galatasaray S. K.         | Turquía        | 2017-2019 | 78       | 16    |
| Al-Ittihad                | Arabia Saudita | 2019-2021 | 31       | 5     |
| Fenerbahçe S. K. (cesión) | Turquía        | 2019-2020 | 29       | 4     |
| Olympiacos F. C.          | Grecia         | 2021-2023 | 51       | 8     |
| Ankaragücü                | Turquía        | 2023-2024 | 26       | 3     |
| Sivasspor                 | Turquía        | 2024-2025 | 28       | 4     |
| Apollon Limassol          | Chipre         | 2025-     |          |       |

## Palmarés

### Campeonatos nacionales
| Título               | Club              | País    | Año  |
| -------------------- | ----------------- | ------- | ---- |
| Superliga de Turquía | Galatasaray S. K. | Turquía | 2018 |
| Superliga de Grecia  | Olympiacos F. C.  | Grecia  | 2022 |